# Dois às 10
Dois às 10 é um talk-show transmitido em direto nas manhãs da TVI de segunda a sexta-feira, desde 4 de janeiro de 2021, substituindo o Você na TV!. De 2021 a 2023 o programa foi apresentado por Cláudio Ramos e Maria Botelho Moniz.
Entre o dia 24 de setembro de 2022, o programa foi emitido também aos sábados, no mesmo horário, com vista a subir as audiências das manhãs de sábado. Estas emissões foram gravadas previamente. A partir de 17 de junho de 2023, as emissões de sábado passaram a ser apresentadas por Mafalda de Castro e Idevor Mendonça. A partir de 28 de outubro de 2023, as emissões de sábado, passaram a ser emitidas a partir das 9h. A partir de 16 de dezembro de 2023, a emissão de sábado foi suspensa e substituída por compactos de imagens de programas já emitidos. A partir de março de 2024, os programas de compacto deixaram de ser emitidos e foram substituídos pelo programa Goucha emitido em diferido, que entretanto também deixou de ser emitido neste horário.
Desde o dia 6 de novembro de 2023, Cristina Ferreira substituiu Maria Botelho Moniz, que entrou de licença maternidade. Essa temporada marca a volta de Cristina às manhãs da TVI, depois de anos como apresentadora do Você na TV!.
A 7 de março de 2024 foi anunciado pelo canal que Cristina Ferreira passaria a fazer dupla, em definitivo, com Cláudio Ramos. 
Por sua vez, Maria Botelho Moniz deixaria o programa para apresentar os diários do Big Brother.

## Equipa
|                       | 2021           | 2022 | 2023 | 2024 | 2025 |
| --------------------- | -------------- | ---- | ---- | ---- | ---- |
|                       | Apresentadores |      |      |      |      |
| Cláudio Ramos         |                |      |      |      |      |
| Maria Botelho Moniz   |                |      |      |      |      |
| Idevor Mendonça       |                |      |      |      |      |
| Cristina Ferreira     |                |      |      |      |      |
| Mafalda de Castro     |                |      |      |      |      |
| Manuel Luís Goucha    |                |      |      |      |      |
| Maria Cerqueira Gomes |                |      |      |      |      |
| Iva Domingues         |                |      |      |      |      |
|                       | Repórteres     |      |      |      |      |
| Inês Gutierrez        |                |      |      |      |      |
| Mónica Jardim         |                |      |      |      |      |
| Bruno Caetano         |                |      |      |      |      |
| Ticiana Xavier        |                |      |      |      |      |
| Pedro Ramos Bichardo  |                |      |      |      |      |
| João Valentim         |                |      |      |      |      |
| Sérgio Mateus         |                |      |      |      |      |
| Cristiana Esteves     |                |      |      |      |      |
| José Lopes            |                |      |      |      |      |
| Sofia Vasconcelos     |                |      |      |      |      |
| Bernardo Sousa        |                |      |      |      |      |
| João Montez           |                |      |      |      |      |
| Isabel Figueira       |                |      |      |      |      |
| Marisa Cruz           |                |      |      |      |      |
| Raquel Almeida        |                |      |      |      |      |
| Iva Domingues         |                |      |      |      |      |
| Idevor Mendonça       |                |      |      |      |      |
| Tânia Monteiro        |                |      |      |      |      |
| Comentadores          |                |      |      |      |      |
| Cinha Jardim          |                |      |      |      |      |
| Luísa Castel-Branco   |                |      |      |      |      |
| Merche Romero         |                |      |      |      |      |
| José Lopes            |                |      |      |      |      |
| Gonçalo Quinaz        |                |      |      |      |      |
| Adriano Silva Martins |                |      |      |      |      |
| Susana Dias Ramos     |                |      |      |      |      |
| Sofia Matos           |                |      |      |      |      |
| Melanie Tavares       |                |      |      |      |      |
| Patrícia Cipriano     |                |      |      |      |      |
| António Teixeira      |                |      |      |      |      |
| Vítor Marques         |                |      |      |      |      |
| Joana Amaral Dias     |                |      |      |      |      |
| Vera de Melo          |                |      |      |      |      |
| Paulo Santos          |                |      |      |      |      |
| Suzana Garcia         |                |      |      |      |      |

## Rubricas

### Conversas de Café
Com Cinha Jardim, Luísa Castel-Branco, Gonçalo Quinaz e Adriano Silva Martins.

### Atualidade
Com Sofia Matos, Vítor Marques, Paulo Santos, Vera de Melo, Suzana Garcia e Melanie Tavares.